# Milan Stojanović (calciatore 1988)
Milan Stojanović (in serbo Милан Стојановић?; Leskovac, 10 maggio 1988) è un calciatore serbo, centrocampista del Vlasina.

## Carriera
Ha giocato nella massima serie dei campionati bosniaco, serbo e kazako.